# Fenologia (ornitologia)
In ornitologia la fenologia indica la possibile presenza sul territorio delle varie specie di uccello durante i diversi periodi dell'anno. La fenologia è fondamentale per la creazione delle checklist ornitologiche.

## Terminologia e simboli
Questi sono i termini e i relativi simboli usati per indicare la fenologia di una specie. Possono essere indicati più termini per ogni specie (in ordine di importanza per la specie):
- B (Nidificante): indica una specie che nidifica sul territorio
- S (Sedentaria): indica una specie che è presente tutto l'anno. Viene sempre abbinata a B.
- M (Migratrice): indica una specie che migra, è dispersiva o compie erratismi importanti post-riproduttivi.
- W (Svernante): indica una specie che passa l'inverno sul territorio.
- A (Accidentale): indica una specie che può comparire casualmente sul territorio (e che quindi non sverna, né migra, né si riproduce su di esso). Viene solitamente accompagnata da un numero che indica le segnalazioni valide.

A questi si aggiungono le seguenti indicazioni:
- reg (regolare): abbinato quasi esclusivamente a M. Indica la presenza continua nei vari anni
- irr (irregolare): abbinato a tutti i simboli. Indica discontinuità di presenza.
- par (parziale): abbinato a SB per indicare specie che hanno sul territorio popolazioni sia sedentarie che migratrici; abbinato a W indica lo svernamento di solo una parte della popolazione.
- ?: segue un simbolo con significato dubbio, per quelle specie di cui non si hanno dati completi.

Per esempio, se si vuole indicare la fenologia della Strolaga minore (Gavia stellata) in Italia si scriverà M reg, W cioè "Migratrice regolare e svernante").